# Championnats du monde de patinage artistique 1950
Navigation
Mondiaux 1949 Mondiaux 1951
Les championnats du monde de patinage artistique 1950 ont lieu du 6 au 8 mars 1950 à la Wembley Arena de Londres au Royaume-Uni.
À la suite de la Seconde Guerre mondiale, les participations des athlètes d'Allemagne et du Japon sont interdites à toutes les compétitions sportives internationales.

## Qualifications
Les patineurs sont éligibles à l'épreuve s'ils représentent une nation membre de l'Union internationale de patinage (International Skating Union en anglais). Les fédérations nationales sélectionnent leurs patineurs en fonction de leurs propres critères. 

## Podiums
| Épreuves                      | Or                            | Argent                      | Bronze                      |
| ----------------------------- | ----------------------------- | --------------------------- | --------------------------- |
| Messieurs résultats détaillés | Dick Button                   | Ede Király                  | Hayes Alan Jenkins          |
| Dames résultats détaillés     | Alena Vrzáňová                | Jeannette Altwegg           | Yvonne Sherman              |
| Couples résultats détaillés   | Karol Kennedy / Peter Kennedy | Jennifer Nicks / John Nicks | Marianna Nagy / László Nagy |

## Tableau des médailles
| Rang  | Nation          | Or | Argent | Bronze | Total |
| ----- | --------------- | -- | ------ | ------ | ----- |
| 1     | États-Unis      | 2  | 0      | 2      | 4     |
| 2     | Tchécoslovaquie | 1  | 0      | 0      | 1     |
| 3     | Royaume-Uni     | 0  | 2      | 0      | 2     |
| 4     | Hongrie         | 0  | 1      | 1      | 2     |
| Total | Total           | 3  | 3      | 3      | 9     |

## Détails des compétitions

### Messieurs
| Rang | Nom                | Nation     | Places | Points  | Fig. impo. | Prog. libre |
| ---- | ------------------ | ---------- | ------ | ------- | ---------- | ----------- |
| 1    | Dick Button        | États-Unis | 7      | 1419.47 | 1          | 1           |
| 2    | Ede Király         | Hongrie    | 14     | 1344.92 | 2          | 2           |
| 3    | Hayes Alan Jenkins | États-Unis | 25     | 1277.96 | 4          | 3           |
| 4    | Helmut Seibt       | Autriche   | 29     | 1274.35 | 3          | 5           |
| 5    | Austin Holt        | États-Unis | 34     | 1247.51 | 5          | 6           |
| 6    | Michael Carrington | Suisse     | 38     | 1241.80 | 6          | 4           |
| 7    | Reg Park           | Australie  | 51     | 1170.10 | 8          | 7           |
| 8    | Roger Wickson      | Canada     | 55     | 1159.20 | 7          | 8           |
| 9    | Per Cock-Clausen   | Danemark   | 62     | 1096.43 | 9          | 9           |

### Dames
| Rang | Nom                | Nation          | Places | Points  | Fig. impo. | Prog. libre |
| ---- | ------------------ | --------------- | ------ | ------- | ---------- | ----------- |
| 1    | Alena Vrzáňová     | Tchécoslovaquie | 12     | 1359.16 | 1          | 1           |
| 2    | Jeannette Altwegg  | Royaume-Uni     | 18     | 1345.71 | 2          | 4           |
| 3    | Yvonne Sherman     | États-Unis      | 23     | 1330.58 | 3          | 7           |
| 4    | Suzanne Morrow     | Canada          | 24     | 1319.73 | 4          | 5           |
| 5    | Sonya Klopfer      | Canada          | 37     | 1295.11 | 7          | 2           |
| 6    | Jacqueline du Bief | France          | 36     | 1302.46 | 6          | 2           |
| 7    | Virginia Baxter    | États-Unis      | 54     | 1267.69 | 10         | 6           |
| 8    | Jiřína Nekolová    | Tchécoslovaquie | 62     | 1247.16 | 5          | 14          |
| 9    | Marlene Smith      | Canada          | 64     | 1257.43 | 9          | 8           |
| 10   | Barbara Wyatt      | Royaume-Uni     | 69     | 1239.81 | 8          | 10          |
| 11   | Andra McLauchlin   | États-Unis      | 74     | 1232.81 | 12         | 9           |
| 12   | Dagmar Lerchova    | Tchécoslovaquie | 83     | 1214.49 | 11         | 12          |
| 13   | Valda Osborn       | Royaume-Uni     | 85     | 1200.96 | 13         | 13          |
| 14   | Beryl Bailey       | Royaume-Uni     | 94     | 1190.46 | 14         | 11          |

### Couples
| Rang | Nom                                  | Nation      | Places | Points |
| ---- | ------------------------------------ | ----------- | ------ | ------ |
| 1    | Karol Kennedy / Peter Kennedy        | États-Unis  | 15     | 96.07  |
| 2    | Jennifer Nicks / John Nicks          | Royaume-Uni | 28.5   | 92.70  |
| 3    | Marianna Nagy / László Nagy          | Hongrie     | 32     | 92.25  |
| 4    | Elianne Steineman / André Calamé     | Suisse      | 44.5   | 90.00  |
| 5    | Suzanne Gheldorf / Jacques Rénard    | Belgique    | 48.5   | 89.43  |
| 6    | Elly Stärck / Harry Gareis           | Autriche    | 61     | 88.08  |
| 7    | Marlene Smith / Donald Gilchrist     | Canada      | 63     | 87.07  |
| 8    | Joan Waterhouse / Gordon Holloway    | Royaume-Uni | 62     | 88.31  |
| 9    | Liliane de Becker / Edmund Verbustel | Belgique    | 64     | 88.42  |
| 10   | Irene Maguire / Walter Muehlbronner  | États-Unis  | 82     | 84.26  |
| 11   | Sybil Cooke / Robert Hudson          | Royaume-Uni | 93.5   | 83.47  |
| 12   | Denise Favart / Jacques Favart       | France      | 108    | 77.73  |